# La Vieille-Lyre
La Vieille-Lyre ist eine französische Gemeinde mit 653 Einwohnern (Stand 1. Januar 2022) im Département Eure in der Region Normandie. Sie gehört zum Arrondissement Bernay und zum Kanton Breteuil. Die Einwohner werden Lyrois genannt.
Sie entstand als namensgleiche Commune nouvelle mit Wirkung vom 1. Januar 2019 durch die Zusammenlegung der bisherigen Gemeinden La Vieille-Lyre und Champignolles, die in der neuen Gemeinde den Status einer Commune déléguée haben. Der Verwaltungssitz befindet sich im Ort La Vieille-Lyre.

## Gliederung
| Ortsteil                            | ehemaliger INSEE-Code | Fläche (km²) | Einwohnerzahl zum 1. Januar 2019 |
| ----------------------------------- | --------------------- | ------------ | -------------------------------- |
| Champignolles                       | 27143                 | 02,62        | 038                              |
| La Vieille-Lyre (Verwaltungssitz)00 | 27685                 | 17,01        | 621                              |

## Geographie
La Vieille-Lyre liegt etwa 31 Kilometer westsüdwestlich von Évreux am Risle. Umgeben wird La Vieille-Lyre von den Nachbargemeinden Mesnil-en-Ouche im Norden und Nordwesten, La Ferrière-sur-Risle und Le Fidelaire im Nordosten, Les Baux-de-Breteuil im Südosten, Neaufles-Auvergny im Süden, La Neuve-Lyre im Süden und Südwesten, Bois-Normand-près-Lyre im Westen und Südwesten sowie Bois-Anzeray im Westen und Nordwesten.

## Sehenswürdigkeiten

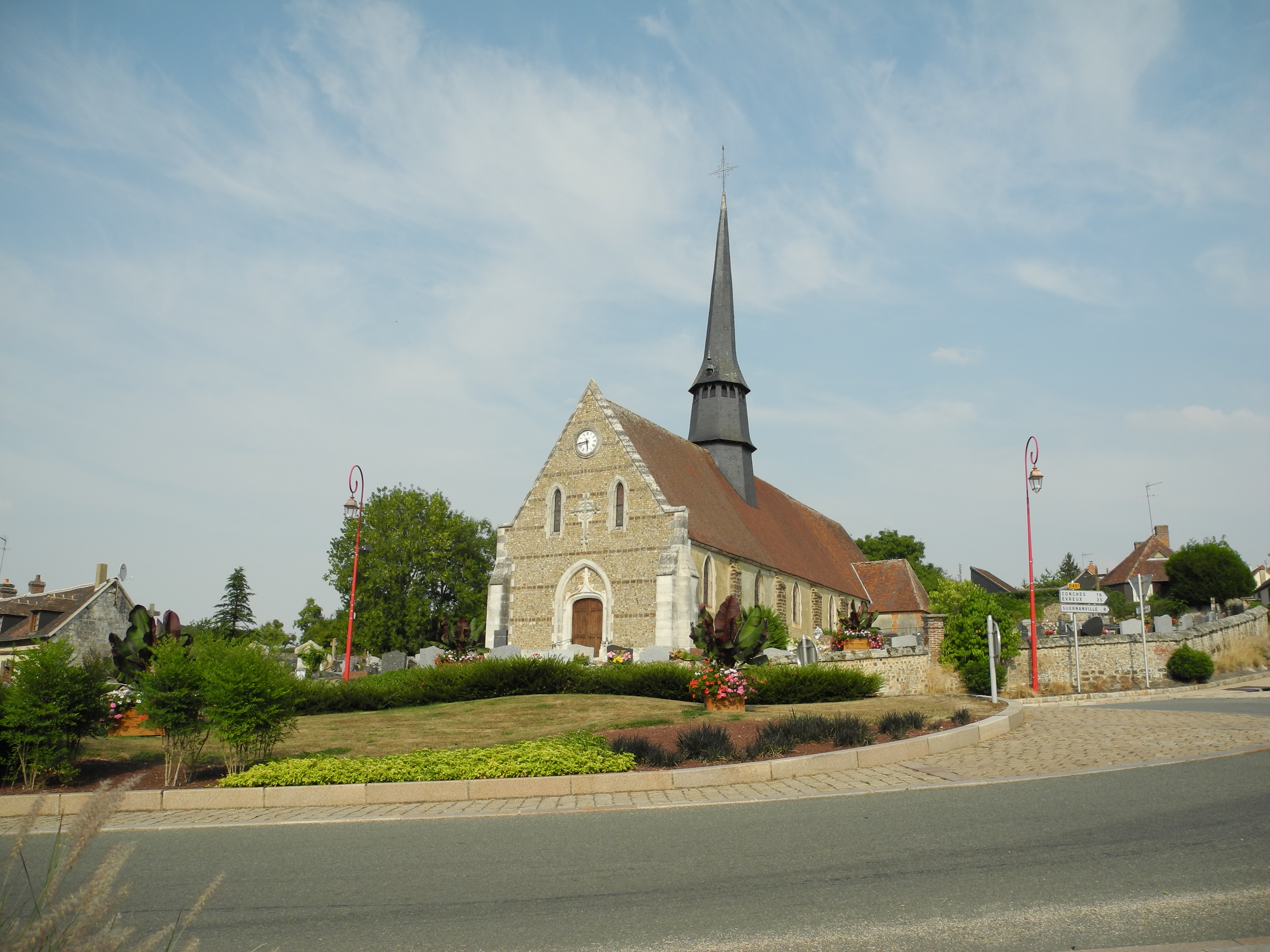
Kirche Saint-Pierre

- Kirche Saint-Pierre aus dem 13. Jahrhundert in La Vieille-Lyre
- Reste des Klosters Notre-Dame de Lyre
- Kirche Saint-Gilles-et-Saint-Loup in Champignolles